# Matheos III. Izmirlian

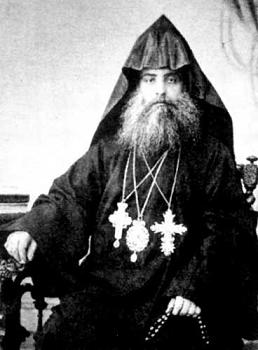
Matheos II. Izmirlian

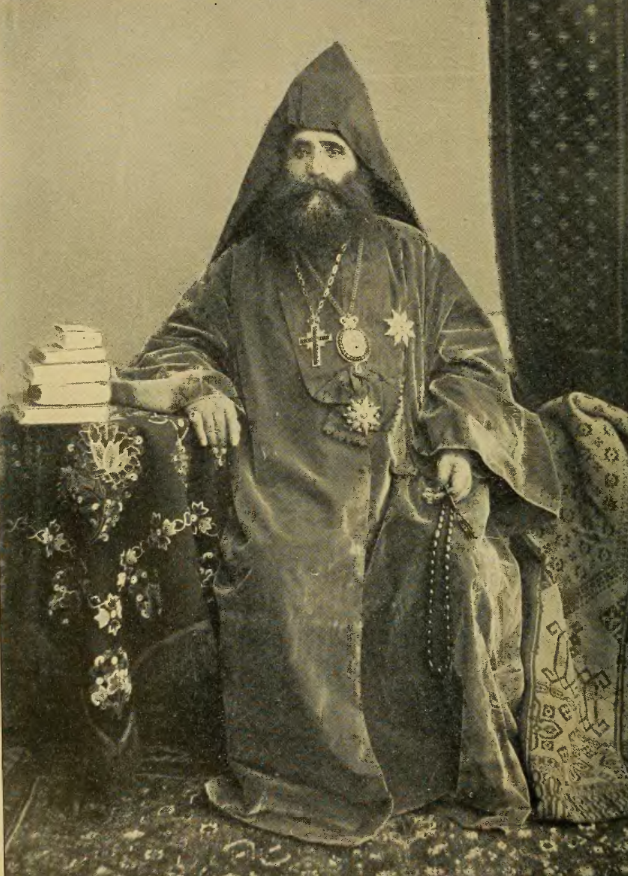
Als Patriarch von Konstantinopel

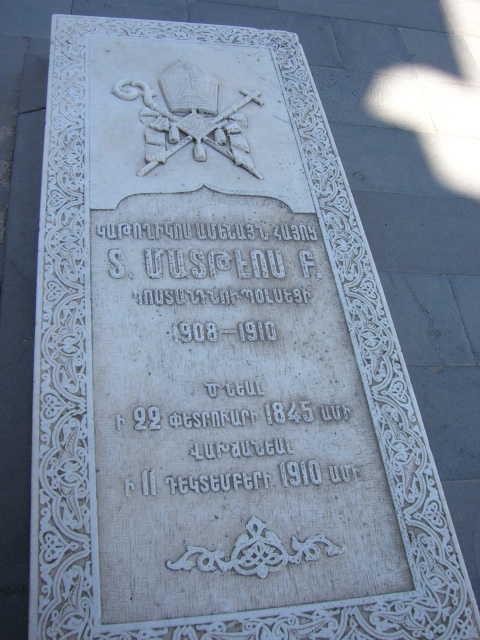
Grabmal des Matheos vor dem Etschmiadsin

Matheos III. Izmirlian (armenisch Մատթէոս Բ Իզմիրլեան; * 22. Februar 1845 in Konstantinopel, Osmanisches Reich; † 11. Dezember 1910 in Etschmiadsin, Russisches Reich), auch Matthäus II. von Konstantinopel (Մատթէոս Բ. Կոնստանդնուպոլսեցի Matt‘ēos II Kostandnupolsec‘i), war von 1894 bis 1896 sowie 1908 der Armenisch-apostolische Patriarch von Konstantinopel und von 1908 bis 1910 „Oberster Katholikos“ der Armenischen Apostolischen Kirche in Etschmiadsin.

## Leben
Matheos wurde 1845 in Konstantinopel als Simeon Martiros Izmirlian (armenisch Սիմեոն Մարտիրոսի Իզմիրլեան) geboren. Er wurde 1869 zum Priester geweiht und diente zunächst als Sekretär von Patriarch Mkrtitsch Chrimjan. 1872 wurde er zum Sekretär des Armenischen Religionsrates von Konstantinopel gewählt, stieg 1873 zum dzayrakouyn vartabed auf und wurde 1876 Bischof.
Von 1886 bis 1890 war er Primas der Armenier in Ägypten. Zurück in Konstantinopel, wurde Matheos Izmirlian im Jahre 1894 zum armenischen Patriarchen von Konstantinopel gewählt. Sein Drängen auf demokratische Reformen und die Wahrung der Rechte der Armenier im Osmanischen Reich sowie sein Protest gegen die Massaker an den Armeniern 1894–1896 brachten ihm den Titel „Eiserner Patriarch“ (arm. Երկաթյա պատրիարք Yergatya Badryark) ein.
Wegen seines Aktivismus setzte der osmanische Sultan Abdülhamid II. Izmirlian ab und verbannte ihn nach Jerusalem; er wurde durch Malachia Ormanian (1896–1908) ersetzt. Nach der Jungtürkischen Revolution 1908, bei der das Komitee für Einheit und Fortschritt Verfassungsreformen ausrief, kehrte Izmirlian nach Konstantinopel zurück und wurde am 1. November zum Patriarchen wiedergewählt. Nach nur wenigen Monaten wurde Izmirlian aufgrund des Todes von Katholikos Chrimian zum „Obersten Patriarchen und Katholikos Aller Armenier“ gewählt, weshalb er die Stadt Richtung Etschmiadsin verließ, um dort geweiht zu werden. 1909 unternahm er eine offizielle Wallfahrt nach Ani.
1909 reiste er über Odessa nach Sankt Petersburg, wo er sich im Juli mit Zar Nikolaus II. traf, um sich für die Freilassung von Mitgliedern der »Comités arméniens de Russie« einzusetzen. Nach Etschmiadsin zurückgekehrt,  starb er 1910 nach nur zwei Jahren im Katholikat.
Izmirlian veröffentlichte zahlreiche und umfangreiche Werke, darunter ein 1300-Seiten-Buch, welches 1881 in Konstantinopel unter dem Titel „Հայրապետություն Հայաստանյայց առաքելական Ս. Եկեղեցվո և Աղթամար ու Սիս“ veröffentlicht wurde. Es befasste sich mit der Geschichte der Armenisch-Apostolischen Kirche in Armenien, Aghtamar und Sis. 1911 wurden seine Briefe (genannt „Նամականի“ Namakani) in Kairo veröffentlicht.

## Bibliografie
- Kevork Pamukciyan-Vağarşag Seropyan, Madteos İzmirliyan, Dünden Bugüne İstanbul Ansiklopedisi, c. 4, S. 312–13, Istanbul 1994
- M. Ağavnuni, Miapank Yev Aytzeluk Hay Yerusağemi (Ermeni Kudüs'ün Din Adamları ve Ziyaretçileri), Jerusalem 1929
- Ş. Kapamacıyan, Madteos Arkyebisgobos İzmirliyan-Yeğişe Yebisgobos Turyan (Başepiskopos Madteos İzmirliyan-Episkopos Yeğişe Turyan), Ist. 1908
- E. Ç. Kömürciyan, Isdambolo Badmutyun (İstanbul Tarihi), I-III, Venedik, Viyana, 1913–1938
- Kömürciyan, İstanbul Tarihi
- M. Ormanyan, Azkabadum, III, Jerusalem 1927
- S. Şah-Nazaryantz, Vehapar İzmirliyanı (Başpatrik İzmirliyan), Ist. 1910
- Teotig (Theotoros Laptschindschian), Amenum Daretzuytz (Herkesin Yıllığı), Ist. 1910